# بتول السحيمي
بتول السحيمي (مواليد 1974 في أصيلة، المغرب) نحاتة مغربية. غالبًا ما تستلهم موضوع عملها من فكرة عدم المساواة بين الجنسين والنضال العالمي من لدرء مخاطر التغيير الاجتماعي. اشتهرت بسلسلة أعمالها "عالم تحت الضغط " التي أبدعت فيها منحوتات من طناجر الضغط وغيرها من الأدوات والأجهزة المنزلية. تركز هذه الأعمال على اهتمامات المجتمع الدولي مثل الضغوط البيئية المتزايدة ومخاطر التغير المناخي. جرى تضمين أعمال بتول السحيمي في مجموعة مؤسسة سميثسونيان الدائمة.
تعيش بتول السحيمي وتعمل في مرتيل وقد تخرجت من المعهد الوطني للفنون الجميلة في تطوان عام 1998. وشاركت في تأسيس "مكان قياس 150 × 295 سم" في مرتيل مع فوزي العتريس عام 2005.
تعمل بتول السحيمي على الهوية عبر استكشاف جوانب معينة من عالم المرأة المغربية. فمن هذا الكون ترسم الخبرات والأحاسيس والأنماط التي تغذي عملها. ونجد في صميم بحثها: المفعول به. وهكذا يصبح قدر الضغط عملاً فنياً مفاهيميا: عالم تحت الضغط وهذا تعبير رمزي عن الحياة اليومية للحداثة الشعبية.
يعود عمل بتول السحيمي في القطع الأثرية إلى مشاركتها في ورشة المعرض الفني "الشيء المشوش في المغرب" التي نظمها جان لويس فرومنت في متحف الفنون الزخرفية في باريس عام 1999، وفي فيلا الفنون بالدار البيضاء في عامي 1999/2000.

## المعارض
تم عرض أعمال بتول السحيمي في معارض في جميع أنحاء العالم، مثل:
| عام         | معرض                                              | مكان                | موقع                              |
| ----------- | ------------------------------------------------- | ------------------- | --------------------------------- |
| 2008 - 2015 | العالم تحت الضغط                                  | دي ميلفابريك        | ليدن، هولندا                      |
| 2012        | قريب مكثف                                         | قصر طوكيو           | باريس، فرنسا                      |
| 2013        | عالم عربي تحت الضغظ                               | مؤسسة بارجيل للفنون | الشارقة، الإمارات العربية المتحدة |
| 2014        | مسائل الأرض: الأرض كمادة واستعارة في فنون إفريقيا | سميثسونيان          | واشنطن العاصمة، الولايات المتحدة  |
| 2019 - 2022 | انا.. . فنانات معاصرات في إفريقيا                 | سميثسونيان          | واشنطن العاصمة، الولايات المتحدة  |
| 2020        | معرض المجموعة                                     | جاليري دومينيك فيات | باريس، فرنسا                      |